# Euphorbia patula
Euphorbia patula là một loài thực vật có hoa trong họ Đại kích. Loài này được Mill. mô tả khoa học đầu tiên năm 1768.